# Jaguar F-Pace
Jaguar F-Pace (заводський індекс X761) — компактний кросовер, який представили громадськості у вересні 2015 року на Франкфуртському автосалоні.

## Опис

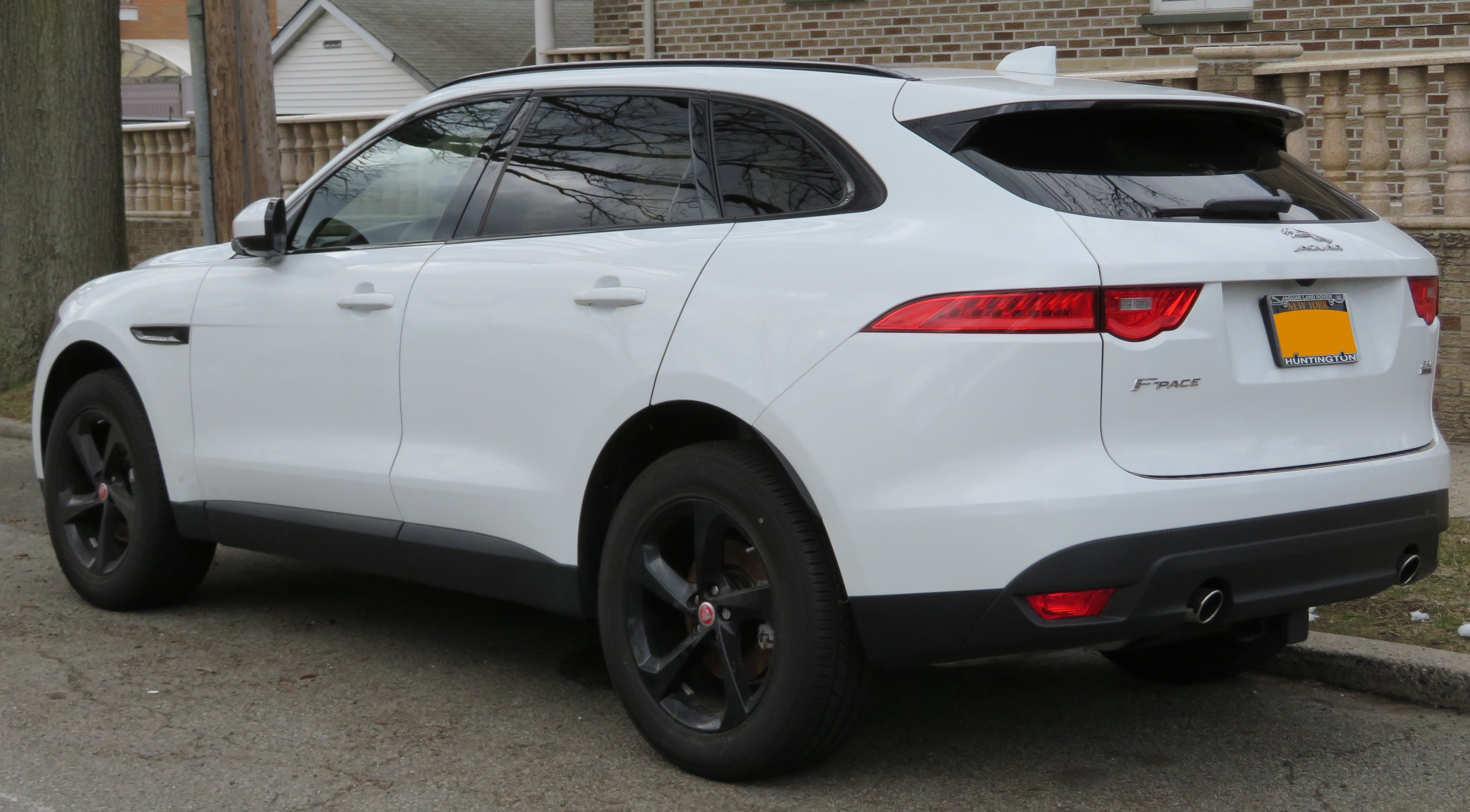
Jaguar F-Pace

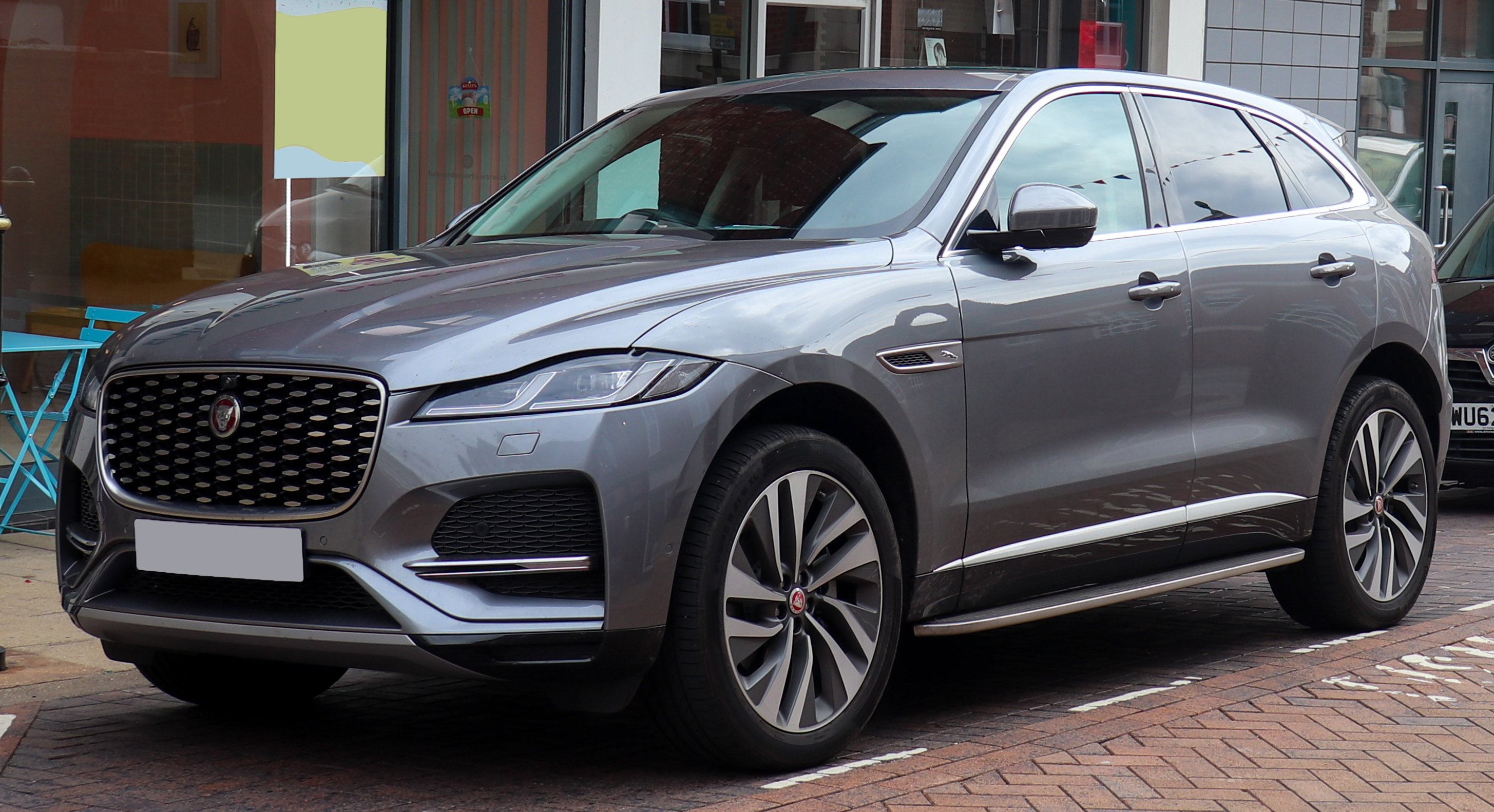
Jaguar F-Pace (з 2021)

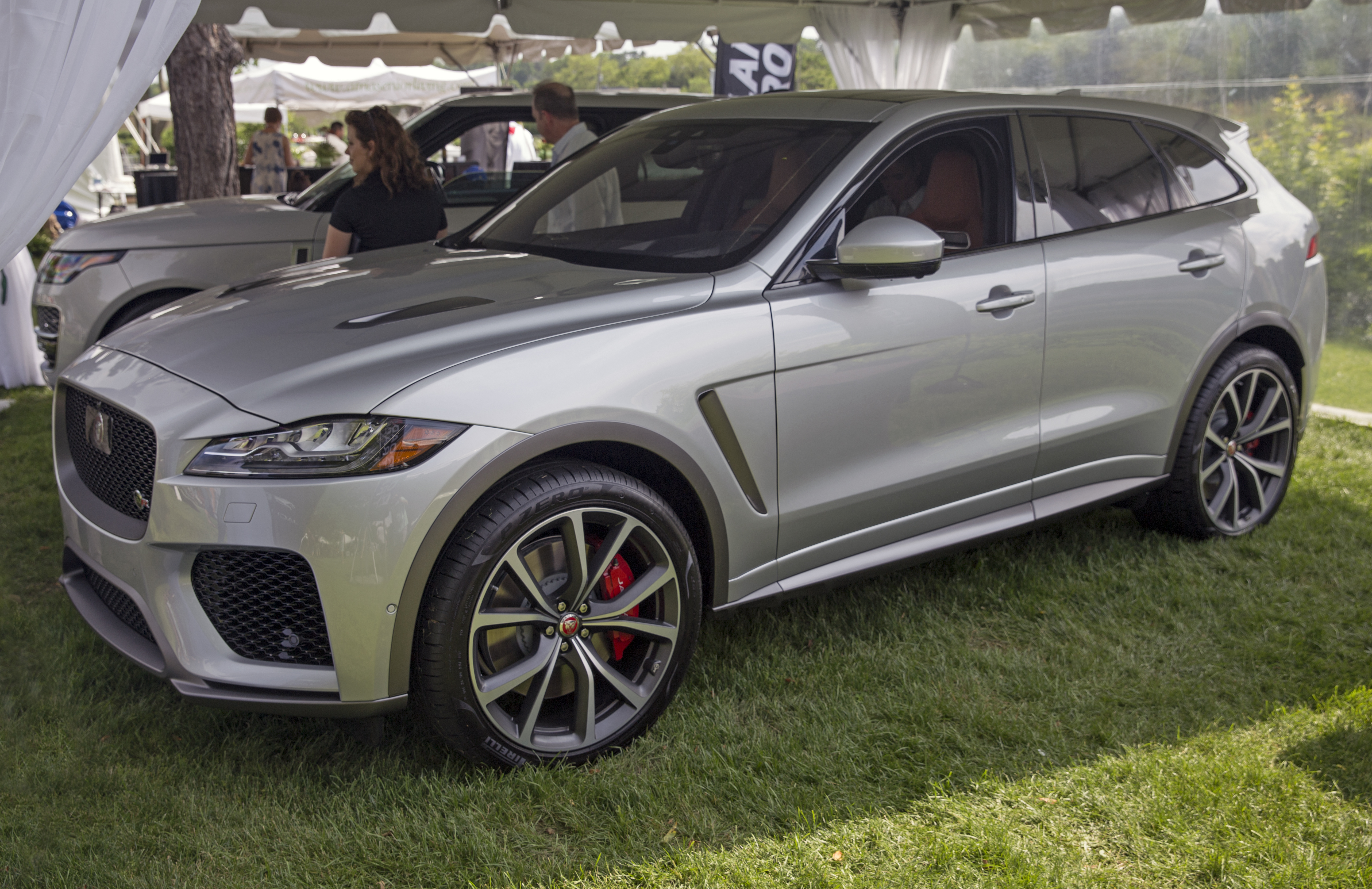
Jaguar F-Pace SVR

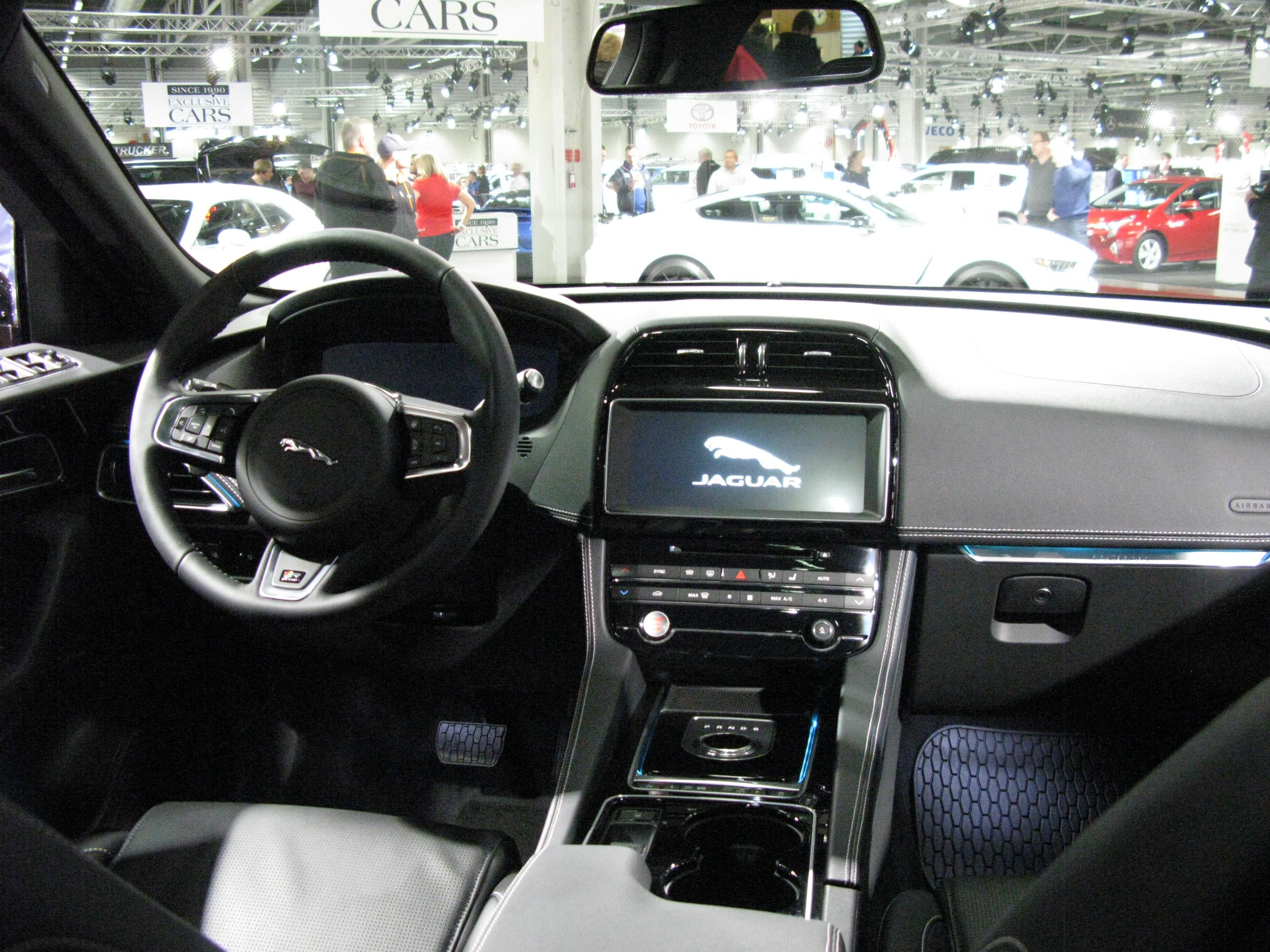
Jaguar F-Pace

Автомобіль збудовано на основі концепту Jaguar C-X17 Crossover Concept 2013 року.
Тестування майбутнього кросовера почалося в 2013 році. Вже тоді було відомо, що кросовер буде побудований на алюмінієвій платформі і матиме трилітровий двигун V6. Через кілька тижнів прототип кросовера (він уже мав вигляд, що майже не відрізняється від тієї, яка пішла у серійне виробництво), спроектований дизайнером Яном Каллумом, був показаний на Франкфуртському автосалоні. Заново про кросовер Jaguar заговорили лише через 2 роки, анонсувавши його на тому ж автосалоні і прокоментувавши, що автомобіль, який отримає назву F-Pace, візьме участь в Тур де Франс як машина підтримки.
Кузов F-Pace на 80% складається з алюмінію, містить безліч композитних матеріалів. З цієї причини кросовер має досить низьку масу. Підвіска автомобіля - повністю незалежна. Пропонується вибір з 4 двигунів - два 2-літрових (дизельний і бензиновий) і два 3-літрових (аналогічно). Коробки передач 2 - автоматична 8-ступінчаста і 6-ступінчаста механічна. Привід - повний, хоча є можливість купити автомобіль лише з заднім приводом. Автомобіль має досить великі колісні диски, діаметром від 19 до 22 дюймів.
В Україні, станом на 2021 рік, F-Pace має 13 комплектацій: Pure, Portfolio, S, R-Dynamic, SVR, R-Sport і кілька проміжних. На вибір пропонується 14 відтінків кольору кузова. Інтер'єр багато в чому запозичений у Jaguar XE, зокрема комплектації F-Pace мають таку ж оббивку (крісел і салону), передню панель, що і комплектації XE. Автомобіль має 4-зонний клімат-контроль, люк у даху, аудіосистему Meridian і багато іншого, типове для автомобіля даного класу, обладнання в базовій комплектації.
В 2020 році в стандартну комплектацію додали підтримку сервісів Apple CarPlay і Android Auto. Також були представлені спецверсії Checkered Flag і 300 Sport. Дизельний мотор більше не доступний, проте з'явилася модифікація м'якого гібриду P400e із 2,0-літровим бензиновим двигуном та електродвигуном на 105 кВт.
Найпотужніша версія Jaguar F-Pace 2021 року з V8 двигуном розганяється до 100 км/год за 3,8 секунди.
Стандартна мультимедійна система Jaguar F-Pace 2022 року пропонує функції Apple CarPlay та Android Auto, аудіосистему Meridian та вбудовану навігацію.
Багажник F-Pace має об'єм 575 літрів.
У 2025 році Jaguar представляє 567-сильну версію F-Pace SVR 575 Edition.

## Двигуни
Бензинові:
- Р4 2.0 л Ingenium 250 к.с. (365 Нм)
- V6 3.0 л AJ-V6 340 к.с. (450 Нм)
- V6 3.0 л AJ-V6 380 к.с. (450 Нм)
- V8 5.0 л AJ133 550 к.с. (700 Нм) (SVR)

Дизельні:
- Р4 2.0 л Ingenium 163 к.с. (380 Нм)
- Р4 2.0 л Ingenium 180 к.с. (430 Нм)
- Р4 2.0 л Ingenium 240 к.с. (500 Нм)
- V6 3.0 л AJD-V6 300 к.с. (700 Нм)

## Продажі
| рік    | авто   |
| ------ | ------ |
| 2016   | 45,965 |
| всього | 46,000 |